# Gonolobus nemorosus
Gonolobus nemorosus är en oleanderväxtart som beskrevs av Joseph Decaisne. Gonolobus nemorosus ingår i släktet Gonolobus och familjen oleanderväxter. Inga underarter finns listade i Catalogue of Life.